# 빅토르 쿠렌초프
빅토르 그리고레비치 쿠렌초프(러시아어: Виктор Григорьевич Куренцов, 1941년 4월 15일 ~ )는 전 소련의 역도 선수로 1964년과 1968년 하계 올림픽에 출전하여 각각 은메달과 금메달을 획득하였다.
벨라루스에서 태어난 쿠렌초프는 러시아 극동 지방에 있는 소련 군대에서 복무하는 동안 18세때 역도 훈련을 시작했다. 그는 1964년 도쿄 올림픽에서 은메달을 획득하고, 1965년부터 1970년까지 세계 역도 선수권 대회에서 4번 우승하였다.
1964년과 1968년 사이에 그는 18개의 공식 세계 기록을 세웠다.
국내적으로 그는 9개의 타이틀(1964~70, 1972, 1974)을 우승하였다.
역도 경력을 끝내고 쿠렌초프는 지속적으로 군대에 복무하고, 1990년 대령으로 퇴직하였다. 그러고나서 정치인이 되어 오딘초보 시의회에 선출되었다.
1993년과 1998년 사이에 이탈리아 주재 러시아 대사관에서 일하고, 후에 오딘초보 구역 정부의 국제 관계에 관한 일을 하였다.